# Élections générales saskatchewanaises de 2011
La 27e élection générale en Saskatchewan se tient le 7 novembre 2011, pour élire les 58 députés de l'Assemblée législative de la Saskatchewan. Les élections ont été déclarées le 10 octobre par le lieutenant-gouverneur de la Saskatchewan, après consultation avec le premier ministre Brad Wall. Le Parti saskatchewanais du gouvernement Wall est réélu avec une majorité spectaculaire de 49 sièges, la seconde plus grande majorité de l'histoire de la province. L'opposition néo-démocrate est réduite à seulement neuf circonscriptions, sa pire performance depuis près de 30 ans.
Ceci est aussi la première fois que la Saskatchewan vote une date fixe pour les élections, qui aura lieu désormais le premier lundi de novembre tous les quatre ans.

## Résultats
| Parti | Parti                              | Chef               | # de candidats | Sièges | Sièges      | Sièges | Sièges  | Voix    | Voix    | Voix    |
| Parti | Parti                              | Chef               | # de candidats | 2007   | Dissolution | Élus   | % Diff. | #       | %       | % Diff. |
| ----- | ---------------------------------- | ------------------ | -------------- | ------ | ----------- | ------ | ------- | ------- | ------- | ------- |
|       | Parti saskatchewanais              | Brad Wall          | 58             | 38     | 38          | 49     | *11     | 258,585 | 64,25 % | +13,33  |
|       | Nouveau Parti démocratique         | Dwain Lingenfelter | 58             | 20     | 20          | 9      | -11     | 128,672 | 31,97 % | -5,27   |
|       | Vert                               | Victor Lau         | 58             | 0      | 0           | 0      | -       | 11,560  | 2,87 %  | +0,86   |
|       | Libéral                            | Ryan Bater         | 9              | 0      | 0           | 0      | -       | 2,237   | 0,56 %  | -8.84   |
|       | Progressiste-conservateur          | Rick Swenson       | 5              | 0      | 0           | 0      | -       | 1,315   | 0.33    | +0.15   |
|       | Parti de l'Indépendance de l'Ouest | Dana Arnason       | 2              | 0      | 0           | 0      | -       | 58      | 0.01    | -0.12   |
|       | Indépendant                        |                    | 1              | 0      | 0           | 0      | -       | 44      | 0.01    |         |
|       | Vacant                             | Vacant             | Vacant         | Vacant | 0           |        |         |         |         |         |
| Total | Total                              | Total              | 191            | 58     | 58          | 58     |         | 397,127 | 100 %   |         |

## Changement parmi les députés

### Députés sortants ne présentant pas à la réélection
Les députés suivants ont annoncé ne pas vouloir présenter leur candidature. Ceux-ci siégeaient à l'Assemblée législative au moment du déclenchement des élections.

### Député sortant n'ayant pas remporté les élections lors de sa nomination
Le député suivant n'a pas remporté la nomination de sa candidature dans sa circonscription au déclenchement des élections.

### Députés défaits
Voici la liste des députés qui se représentaient lors de l'élection, mais qui n'ont pas été réélus.

### Nouveaux députés
Voici la liste des nouveaux députés qui font leur entrée à l'Assemblée législative à la suite de l'élection.

## Candidats

### Candidats par circonscription
Légende
- gras indique un membre du conseil exécutif ou un chef de parti
- italique indique un candidat potentiel n'ayant pas reçu la nomination de son parti
- † indique un député sortant n'étant pas candidat

#### Saskatchewan-Nord-Ouest
| Circonscription      | Candidats       | Candidats         | Candidats           | Candidats  | Candidats                 | Candidats         | Député sortant    |
| Circonscription      | Parti SK        | Néo-démocrate     | Vert                | Libéral    | Progressiste-conservateur | Indépendant/autre | Député sortant    |
| -------------------- | --------------- | ----------------- | ------------------- | ---------- | ------------------------- | ----------------- | ----------------- |
| Athabasca            | Bobby Woods     | Buckley Belanger  | George Durocher     |            |                           |                   | Buckley Belanger  |
| Cut Knife-Turtleford | Larry Doke      | Bernadette Gopher | Vinessa Currie      |            |                           |                   | Michael Chisholm† |
| Lloydminster         | Tim McMillan    | Wayne Byers       | Meggan Hougham      |            |                           |                   | Tim McMillan      |
| Meadow Lake          | Jeremy Harrison | Helen Ben         | Susan Merasty       |            |                           |                   | Jeremy Harrison   |
| Rosthern-Shellbrook  | Scott Moe       | Clay DeBray       | Margaret-Rose Uvery |            |                           |                   | Denis Allchurch†  |
| The Battlefords      | Herb Cox        | Len Taylor        | Owen Swiderski      | Ryan Bater |                           |                   | Len Taylor        |

#### Saskatchewan-Nord-Est
| Circonscription         | Candidats        | Candidats              | Candidats            | Candidats | Candidats                 | Candidats         | Député sortant |
| Circonscription         | Parti SK         | Néo-démocrate          | Vert                 | Libéral   | Progressiste-conservateur | Indépendant/autre | Député sortant |
| ----------------------- | ---------------- | ---------------------- | -------------------- | --------- | ------------------------- | ----------------- | -------------- |
| Batoche                 | Delbert Kirsch   | Janice Benier          | Amber Jones          |           |                           |                   | Delbert Kirsch |
| Canora-Pelly            | Ken Krawetz      | Rob Carlson            | Jaime Fairley        |           |                           |                   | Ken Krawetz    |
| Carrot River Valley     | Fred Bradshaw    | Arnold Schellenberg    | Spencer Bourassa     |           |                           |                   | Fred Bradshaw  |
| Cumberland              | Joe Hordyski     | Doyle Vermette         | Samuel Hardlotte     |           |                           |                   | Doyle Vermette |
| Kelvington-Wadena       | June Draude      | Graham Reid            | Samuel Hardlotte     |           |                           |                   | June Draude    |
| Melfort                 | Kevin Phillips   | Ivan Yackel            | Melvyn Pylypchuk     |           |                           |                   | Rod Gantefoer† |
| Prince Albert Carlton   | Darryl Hickie    | Ted Zurakowski         | Colleen Kennedy      |           |                           |                   | Darryl Hickie  |
| Prince Albert Northcote | Victoria Jurgens | Darcy Furber           | Raymond Bandet       |           |                           |                   | Darcy Furber   |
| Saskatchewan Rivers     | Nadine Wilson    | Jeanette Wicinski-Dunn | Paul-Émile L'Heureux |           |                           |                   | Nadine Wilson  |

#### Saskatchewan-Centre-Ouest
| Circonscription   | Candidats      | Candidats     | Candidats           | Candidats | Candidats                 | Candidats               | Candidats         | Député sortant |
| Circonscription   | Parti SK       | Néo-démocrate | Vert                | Libéral   | Progressiste-conservateur | Indépendance de l'Ouest | Indépendant/autre | Député sortant |
| ----------------- | -------------- | ------------- | ------------------- | --------- | ------------------------- | ----------------------- | ----------------- | -------------- |
| Arm River-Watrous | Greg Brkich    | Éric Skonberg | Orest Shasko        |           |                           |                         |                   | Greg Brkich    |
| Biggar            | Randy Weekes   | Glenn Wright  | Darryl Amey         |           | James Yanchyshen          | Dana Arnason            |                   | Randy Weekes   |
| Humboldt          | Donna Harpauer | Gord Bedient  | Jennifer Brooke Fox |           |                           |                         |                   | Donna Harpauer |
| Kindersley        | Bill Boyd      | Peter Walker  | Norbert Kratchmer   |           |                           |                         |                   | Bill Boyd      |
| Martensville      | Nancy Heppner  | Catlin Hogan  | Chad Crozier        |           |                           |                         |                   | Nancy Heppner  |
| Rosetown-Elrose   | Jim Reiter     | Tom howe      | Diane Rhodes        |           |                           |                         |                   | Jim Reiter     |

#### Saskatchewan-Sud-Ouest
| Circonscription   | Candidats        | Candidats      | Candidats         | Candidats | Candidats                 | Candidats         | Député sortant   |
| Circonscription   | Parti SK         | Néo-démocrate  | Vert              | Libéral   | Progressiste-conservateur | Indépendant/autre | Député sortant   |
| ----------------- | ---------------- | -------------- | ----------------- | --------- | ------------------------- | ----------------- | ---------------- |
| Cypress Hills     | Wayne Elhard     | Alex Mortensen | William Caton     |           |                           |                   | Wayne Elhard     |
| Moose Jaw North   | Warren Michelson | Derek Hassen   | Corinne Johnson   |           | Rick Swenson              |                   | Warren Michelson |
| Moose Jaw-Wakamow | Greg Lawrence    | Deb Higgins    | Deanna Robilliard |           | Tom Steen                 |                   | Deb Higgins      |
| Swift Current     | Brad Wall        | Aaron Ens      | Amanda Huxted     |           |                           |                   | Brad Wall        |
| Thunder Creek     | Lyle Stewart     | Ryan McDonald  | Jill Forrester    |           |                           |                   | Lyle Stewart     |
| Wood River        | Yogi Huyghebaert | Randy Gaudry   | Luke Bonsan       |           |                           |                   | Yogi Huyghebaert |

#### Saskatchewan-Sud-Est
| Circonscription         | Candidats       | Candidats        | Candidats         | Candidats | Candidats                 | Candidats               | Candidats         | Député sortant  |
| Circonscription         | Parti SK        | Néo-démocrate    | Vert              | Libéral   | Progressiste-conservateur | Indépendance de l'Ouest | Indépendant/autre | Député sortant  |
| ----------------------- | --------------- | ---------------- | ----------------- | --------- | ------------------------- | ----------------------- | ----------------- | --------------- |
| Cannington              | Dan D'Autremont | Todd Gervais     | Daniel Johnson    |           | Chris Brown               |                         |                   | Dan D'Autremont |
| Estevan                 | Doreen Eagles   | Blair Schoenfeld | Sigfredo Gonzalez |           |                           |                         |                   | Doreen Eagles   |
| Indian Head-Milestone   | Don McMorris    | Richard Lyne     | Shelby Hersberger |           |                           |                         |                   | Don McMorris    |
| Last Mountain-Touchwood | Glen Hart       | Donald Jeworski  | Greg Chatterson   |           |                           | Frank Serfas            |                   | Glen Hart       |
| Melville-Saltcoats      | Bob Bjornerud   | Len Dales        | Jordan Fieseler   |           |                           |                         |                   | Bob Bjornerud   |
| Moosomin                | Don Toth        | Carol Morin      | Laura Forrester   |           |                           |                         |                   | Don Toth        |
| Weyburn-Big Muddy       | Dustin Duncan   | Ken Kessler      | Gene Ives         |           |                           |                         |                   | Dustin Duncan   |
| Yorkton                 | Greg Ottenbreit | Chad Blenkin     | Kathryn McDonald  |           |                           |                         |                   | Greg Ottenbreit |

#### Saskatoon
| Circonscription          | Candidats        | Candidats         | Candidats              | Candidats       | Candidats                 | Candidats         | Député sortant      |
| Circonscription          | Parti SK         | Néo-démocrate     | Vert                   | Libéral         | Progressiste-conservateur | Indépendant/autre | Député sortant      |
| ------------------------ | ---------------- | ----------------- | ---------------------- | --------------- | ------------------------- | ----------------- | ------------------- |
| Saskatoon-Centre         | David Cooper     | David Forbes      | Daeran Gall            |                 |                           |                   | David Forbes        |
| Saskatoon Eastview       | Corey Tochor     | Judy Junor        | Shaun Setyo            |                 |                           |                   | Judy Junor          |
| Saskatoon-Fairview       | Jennifer Campeau | Andy Iwanchuk     | Jan Norris             |                 |                           |                   | Andy Iwanchuk       |
| Saskatoon Greystone      | Rob Norris       | Peter Prebble     | Tammy McDonald         | Simone Clayton  |                           |                   | Rob Norris          |
| Saskatoon Massey Place   | Ali Muzaffar     | Cam Broten        | Diane West             |                 |                           |                   | Cam Broten          |
| Saskatoon Meewasin       | Roger Parent     | Frank Quennell    | Tobi-Dawne Smith       | Nathan Jeffries |                           |                   | Frank Quennell      |
| Saskatoon Northwest      | Gordon Wyant     | Nicole White      | Amelia Swiderski       | Eric Steiner    |                           |                   | Gordon Wyant        |
| Saskatoon Nutana         | Zoria Broughton  | Catherine Sproule | Mark Bigland-Pritchard | Cole Hogan      |                           |                   | Pat Atkinson†       |
| Saskatoon Riversdale     | Fred Ozirney     | Danielle Chartier | Vicki Strelioff        |                 |                           |                   | Danielle Chartier   |
| Saskatoon Silver Springs | Ken Cheveldayoff | Cindy Sherban     | Evangeline Godron      | Rod Stoesz      |                           |                   | Ken Cheveldayoff    |
| Saskatoon Southeast      | Don Morgan       | Zubair Sheikh     | Sarah Risk             | Brenda McKnight |                           |                   | Don Morgan          |
| Saskatoon Sutherland     | Paul Merriman    | Naveed Anwar      | Larry Waldinger        | Kaleb Jeffries  |                           |                   | Joceline Schriemer† |

#### Regina
| Circonscription             | Candidats       | Candidats          | Candidats         | Candidats       | Candidats                 | Candidats         | Député sortant     |
| Circonscription             | Parti SK        | Néo-démocrate      | Vert              | Libéral         | Progressiste-conservateur | Indépendant/autre | Député sortant     |
| --------------------------- | --------------- | ------------------ | ----------------- | --------------- | ------------------------- | ----------------- | ------------------ |
| Regina Coronation Park      | Mark Docherty   | Jaime Garcia       | Helmi Scott       |                 |                           |                   | Kim Trew†          |
| Regina Dewdney              | Gene Makowsky   | Kevin Yates        | Darcy Robilliard  | Robin Schneider |                           |                   | Kevin Yates        |
| Regina Douglas Park         | Russ Marchuk    | Dwain Lingenfelter | Victor Lau        |                 |                           |                   | Dwain Lingenfelter |
| Regina Elphinstone-Centre   | Bill Stevenson  | Warren McCall      | Ingrid Alesich    |                 |                           |                   | Warren McCall      |
| Regina Lakeview             | Robert Hawkins  | John Nilson        | Mike Wright       |                 |                           |                   | John Nilson        |
| Regina Northeast            | Kevin Doherty   | Dwayne Yasinowski  | Nathan Sgrazzutti |                 |                           |                   | Ron Harper (en)†   |
| Vallée de Regina Qu'Appelle | Laura Ross      | Steven Ryan        | Billy Patterson   |                 |                           | Hafeez Chaudhuri  | Laura Ross         |
| Regina Rosemont             | Tony Fiacco     | Trent Wotherspoon  | Alan Kirk         |                 |                           |                   | Trent Wotherspoon  |
| Regina-Sud                  | Bill Hutchinson | Yens Pedersen      | David Orban       |                 |                           |                   | Bill Hutchinson    |
| Regina Walsh Acres          | Warren Steinley | Sandra Morin       | Bart Soroka       |                 |                           |                   | Sandra Morin       |
| Regina Wascana Plains       | Christine Tell  | Pat Maze           | Bill Clary        |                 | Roy Gaebel                |                   | Christine Tell     |